# Tramwaje w Kirowie
Tramwaje w Kirowie − zlikwidowany system komunikacji tramwajowej w rosyjskim mieście Kirow.
Budowa linii tramwajowej w Kirowie o szerokości toru 1524 mm rozpoczęła się w maju 1940. 1 września 1942 na częściowo ukończonej linii rozpoczęto regularne kursy. W lipcu 1943 linię tramwajową zamknięto z powodu budowy sieci trolejbusowej. 